# Jesús Loroño
Jesús Loroño Arteaga (Larrabezúa, 10 de enero de 1925 - Larrabezúa, 12 de agosto de 1998) fue un ciclista español, profesional entre los años 1945 y 1962, durante los cuales logró 65 victorias.
Su especialidad eran las etapas de montaña, como prueban el Campeonato nacional en la especialidad y la clasificación de la montaña del Tour de Francia 1953. Rivalizó en dicho terreno con Federico Martín Bahamontes, aun cuando ambos se encontraban en el mismo equipo.

## Palmarés
| 1947 - Subida al Naranco - Subida a Arantzazu 1949 - Subida a Arrate - Circuito de Guecho 1951 - 1 etapa de la Volta a Cataluña 1953 - Clasificación de la montaña del Tour de Francia , más 1 etapa 1954 - Campeonato de España de Montaña - Iurreta 1955 - 2 etapas de la Volta a Cataluña - 1 etapa del Circuito Montañés - Subida a La Atalaya (Santander) | 1956 - 1 etapa de la Vuelta a Asturias - Gran Premio de la Bicicleta Eibarresa - 2.º en la Vuelta a España 1957 - Vuelta a España , más 1 etapa - Volta a Cataluña , más 1 etapa - 5.º en el Tour de Francia - Urdúliz 1958 - Gran Premio de la Bicicleta Eibarresa, más 1 etapa - 1 etapa de la Vuelta a España - 3.º en el Campeonato de España en Ruta 1960 - 2.º en el Campeonato de España en Ruta - 1 etapa de la Bicicleta Eibarresa - Muxika 1961 - 2.º en el Campeonato de España en Ruta |

## Resultados en Grandes Vueltas y Campeonatos del Mundo
Durante su carrera deportiva ha conseguido los siguientes puestos en las Grandes Vueltas y en los Campeonatos del Mundo en carretera:
| Carrera         | 1945 | 1946 | 1947 | 1948 | 1949 | 1950 | 1951 | 1952 | 1953 | 1954 | 1955 | 1956 | 1957 | 1958 | 1959 | 1960 | 1961 | 1962 |
| --------------- | ---- | ---- | ---- | ---- | ---- | ---- | ---- | ---- | ---- | ---- | ---- | ---- | ---- | ---- | ---- | ---- | ---- | ---- |
| Giro de Italia  | X    | -    | -    | -    | -    | -    | -    | -    | 43.º | 24.º | -    | -    | -    | 7.º  | -    | -    | -    | -    |
| Tour de Francia | X    | X    | -    | -    | -    | -    | -    | -    | 50.º | -    | 20.º | 29.º | 5.º  | -    | -    | 21.º | -    | -    |
| Vuelta a España | -    | -    | -    | 21.º | X    | 10.º | X    | X    | X    | X    | 4.º  | 2.º  | 1.º  | 8.º  | 18.º | 9.º  | 10.º | 13.º |
| Mundial en Ruta | X    | -    | -    | -    | -    | -    | -    | -    | 24.º | -    | -    | -    | -    | Ab.  | -    | -    | -    | -    |

-: no participa

Ab.: abandono

X: ediciones no celebradas